# Francoska književnost 16. stoletja
Francosko književnost 16. stoletja zaznamuje utrjevanje francoščine kot enega izmed velikih književnih jezikov s številnimi pomembnimi avtorji, ki so ustvarili najvažnejše sodobne  literarne žanre v Franciji, tako François Rabelais pripovedno, narativno prozo, Pierre de Ronsard in  Joachim Du Bellay za pesništvo, Michel de Montaigne za književnost misli in idej ali pa Robert Garnier in Étienne Jodelle za gledališče.
Francoska književnost tega časa je del številnih velikih in temeljnih sprememb, ki so zaznamovale najrazličnejša družbena področja, tako vero, intelektualne pristope in metode, znanost in tehniko, geografska odkritja, politične spremembe itd… Vse pa lahko zajamemo s  pojmi humanizem, renesansa in sodobnega veka.

## Splošni kontekst
- 16. stoletje je stoletje renesanse, čas novih navdihov na vseh področjih, reakcija proti asketizmu, misticizmu, idejam srednjega veka, saj se od 12. stoletja naprej poučuje na evropskih univerzah Eratostenovo teorijo o zemeljski plošči. Vendar so potovanje  Vasca da Game, Kolumba ali Magellana odpirala nova obzorja, ki so povsem spremenila dojemanje sveta, kulturne in gospodarske tokove in izmenjave, četudi Kopernikova teorija  heliocentrizma, ki jo je dokazal leta 1543, praktično ne bo znana pred 1630-imi in tudi ni imela nobenega znatnega vpliva v 16. stoletju.

- Na področju tehnologije je tisk s kovinskimi črkami po Gutenbergovi iznajdbi leta 1453 –  kot je to dela Sœur des Muses et dixième d’elles  Joachima Du Bellayja – omogočala razvoj knjige. S knjigo so se širila antična kultura in sodobna dela. Tisk knjige bo temeljito spremenil intelektualne metode.

- Renesansa je nastala v Italiji v tako imenovanem quattrocentu, v 15. stoletju: padec Konstantinoplaa je povzročil velik beg možganov grških mislecev in z njimi rokopisov, najprej preko bizantinskih postojank v Italiji (Benetke, Ravena). Nato so notranje italijanske vojne dale priložnost francoskemu plemstvu, da spoznava drug način življenja, kjer imata umetnost in estetska lepota pomembno mesto. Za pismene ljudi je bila Italija dežela antičnega znanja in muz, tako da se je v tem času razvijal humanizem: humanitas označuje v latinščini tisto kulturo, ki se zoperstavlja sklerotičnemu poučevanju srednjeveških univerz. Avtoritarne metode, šolska latinščina, formalna logika, poudarek komentarjev, sholastika, vse to je prispevalo k običajni intelektualni izobrazbi. Nastaja novo prepričanje, ki najde svoj navdih tako v grško-latinski antiki kot v krščanskih vrednotah. Človekovo dostojanstvo izvira iz njegove sposobnosti, da razvije razum, da bi razumel svet. Nova kultiviranost in izobrazba se začenja z jezikoslovci, filologi kot Guillaume Fichet, Étienne Dolet, Jacques Lefèvre d'Étaples in Guillaume Budé. Nadaljuje in razvija se v vrstah redovnikov, kot François Rabelais in izvira tudi iz redov častnikov vojske. Joachim du Bellay, družina tiskarjev Estienne ali pesnik Étienne Pasquier si prizadevajo da vzvišujejo »vulgarni«, narodni jezik.

- V 16. stoletju se je Francija razvijala okoli kraljeve oblasti, ki si je prizadevala poenotiti francoščino, pri čemer je imel odločilno vlogo kralj Franc I. Francoski. Zaradi zaščite znanstvenikov, piscev in drugih umetnikov je dobil vzdevek »oče književnosti« (Père des Lettres). Ustanova kraljeve knjižnice (Bibliothèque Royale) ter leta 1530 ustanovitev Šole kraljevih bralcev (Collège des lecteurs royaux), iz katere je nastal današnji Collège de France, spodbija konzervativen vpliv Sorbonne[1].

- Isti duh je prevladoval v renesančni umetnosti, ki se je navdihovala od italijanske kulture. Franc I. je vabil na svoj dvor italijanske umetnike: Da Vincija, Cellinija, Il Primatice. In četudi so ostajale verske teme izredno pomembne, so dobivale druge teme vse več prostora. Kiparstvo Jeana Goujona je himna človeškega telesa. Jean Clouet in François Clouet sta ustvarjala francosko šolo portreta. Bernard Palissy je razvijal odlično keramiko. V glasbi sta se izkazala Roland de Lassus in Clément Janequin. Istočasno so se dvorci navdihovali pri italijanskih vzorih (arhitektura podeželskih rezidenc, materiali, jasnost in eleganca), dodatno pa se je razvijalo dvorno življenje.

- Tudi spremembe znotraj krščanstva so imele izredne posledice. Na začetku je bila tako za humanizem kot protestantizem značilna vrnitev k izvirnim besedilom, kritična refleksija in svobodno razmišljanje. O teoloških vprašanjih se je od tedaj razpravljalo (tudi) in zlasti v francoščini.[2]. Ideološka nasprotovanja med katolicizmom in protestantizmom so pripeljala do oboroženih spopadov in do klime civilne vojne, kar je imelo tudi posledice na ravni zunanje politike.

. 
Verske vojne v Franciji (1562-1598) so tragično zaznamovale konec stoletja in so bile v nasprotju z optimizmom tako imenovanega »prvega« 16. stoletja, ki so ga zaznamovala pomembna in odločilna tehnična znanstvena in geografska odkritja.  Utrditev evropskih velesil in njihovih kraljevih dinastij je dala zgodovini novega veka novo dinamiko in peljala v konfrontacije.

## Razni žanri
Književnost 16. stoletja zajema tri glavne tokove: humanistična književnost, dvorna književnost in angažirana književnost.

### Pravljice in novele
Pravljice nadaljujejo srednjeveško tradicijo in obravnavajo vprašanja morale, vere in znanja. V večini so smešne in imajo določen značaj ustne književnosti, zlasti anekdotičnih norčij in gledaliških burk oziroma fars. Pripovedi v glavnem  niso realistične. Osebe izvirajo iz različnih družbenih slojev. Kadar najdemo satirične osti, so le te usmerjene proti redovnikom in duhovnikom, ljudem pravosodja, ženskim klepetuljam. Primer satirične književnosti so dela pisca Noël du Faila. V njegovih Propos rustiques (kmečkih / rustikalnih razmišljanjih) iz leta 1547 nastopajo štirje stari kmetje, ki govorijo o starih šegah.
Novele oziroma povesti (nouvelles) so nastale v Franciji po vzoru Boccaccia. Gre za spise, ki so v glavnem kratki, ki imajo dramatično strukturo in številne nastopajoče osebe. V 16. stoletju je francoska novela tesno povezana z Marguerite de Navarre (1492-1549), sestro kralja Franca I.. V svojem vrhunskem delu L'Heptaméron opisuje enostavne prizore iz njenega obdobja, ki zaznamujejo začetek psihološke analize v književnosti. Glavna spletka je vedno ljubezenska zgodba oseb iz realnosti.

#### Delni seznam publikacij
- Anonimen : Cent nouvelles nouvelles (1462) ;
- Philippe de Vigneulles : Nouvelles (c.1515) (večine je izgubljenih) ;
- Anonimen : Le Paragon des nouvelles honnestes et délectables  (1531) ;
- Nicolas de Troyes : Le grand paragon des nouvelles nouvelles (1533-37) ;
- Bonaventure Des Périers : Cymbalum mundi (1537), Les Nouvelles Récréations (1558) ;
- Marguerite de Navarre : L'Heptaméron (1545) ;
- Giovanni Boccaccio: Dekameron -  Antoine Le Maçon, prevod (1545) ;
- Noël du Fail : Propos rustiques de maistre Léon Ladulfi (1547) ;
- Noël du Fail : Les Baliverneries ou contes nouveaux d’Eutrapel (1548) ;
- La Motte-Roullant : Les fascetieux devitz des cent nouvelles nouvelles, tres recreatives et fort exemplaires...  (1549) - (109 prizorov iz Cent nouvelles nouvelles) ;
- Bonaventure des Périers : Les Nouvelles récréations et Joyeux devis (90 pripovedi) (1558) ;
- Pierre Boaistuau, ur. : Histoires des Amans fortunez  (1558) – skrajšana verzija L'Heptamérona : (67 pripovedi brez dialogov mes pripovedmi) ;
- Pierre Boaistuau : Histoires tragiques extraictes des œuvres italiennes de Bandel.... (1559), prevod Bandelloja ;
- François de Belleforest : Continuation des histoires tragiques, contenant douze histoires tirées de Bandel.... (1559) – prevod Bandelloja ;
- Pierre Viret : Le Monde à l'empire (date?), satiričen pamflet;
- Pierre Viret : Le Monde démoniacle (1561), satiričen pamflet;
- François de Belleforest in Pierre Boaistuau : Histoires tragiques, v 7 zvezkih, osebno nadaljevanje Bandellojevega prevoda, objavljen z Boaistuaujem (1566–1583) ;
- Jacques Tahureau : Les dialogues, Non moins profitables que facetieux (1565) ;
- Henri Estienne : Apologie pour Hérodote (1566) (od tega 180 pripovedi) ;
- Étienne Tabourot imenovan Tabourot des Accords : Les Bigarrures (1572) ;
- Jean Bergier : Discours modernes et facecieux (1572) (13 pripovedi) ;
- Jacques Yver : Le Printemps d’Yver, contenant plusieurs histories discourues en cinq journées (1572) ;
- Duroc Sort-Manne : (psevdonim za Romannet Du Cros) : Nouveaux recits ou comptes moralisez (1573) ;
- Jeanne Flore : Comptes amoureux  (1574) (7 pripovedi) ;
- Antoine Tyron : Recueil de plusieurs plaisantes nouvelles, apaphthegmes et recreations diverses (1578) ;
- Bénigne Poissenot : L’été (1583) ;
- Gabrielle Chappuys : Cent excellentes nouvelles  (1583), prevodi Hecatommithi iz italijanščine Giovanni Battista Giraldi (znan tudi pod imenom Cintio) ;
- Gabrielle Chappuys : Les facétieuses journées (1584), prevod italijanskih pripovedi ;
- Antoine du Verdier :Le compseutique ou Traits facétieux  (1584), (večina je izgubljena) ;
- Guillaume Bouchet : Les sérées  (1584, 97, 98) ;
- Étienne Tabourot dit Tabourot des Accords : Apophtegmes du Sieur Gaulard (1585) ;
- Noël du Fail : Les contes et discours d'Eutrapel (1585) ;
- Nicolas de Cholières : Les matinées (1585) ;
- Vérité Habanc : Nouvelles histoires tant tragiques que comiques (1585);
- Bénigne Poissenot : Nouvelles histoires tragiques (1586) ;
- Nicolas de Cholières : Les après-dînées  (1587) ;
- Étienne Tabourot dit Tabourot des Accords : Les Escraignes dijonnaises (1588).

### Roman
Četudi ima pustolovski roman še naprej velik uspeh, je vsekakor delo duhovnika in zdravnika Françoisa Rabelaisa (1483-1553) tisto, kar je zaznamovalo celotno stoletje in to zaradi svoje nepopačenosti in svojega optimizma. Delo vsebuje vso kompleksnost žanra in hkrati, in to je še bolj pomembno, izraža humanistično razmišljanje svojega časa. Gre za Rabelaisov roman Gargantua in Pantagruel, ki je bil objavljen v petih knjigah med letoma 1532 in 1564. Ob vzbujanju lastnih spominov in nabranega znanja opisuje legende družine velikanov, v katerih izraža skozi dogodivščine Gargantue in Pantagruela, očeta in sina, ideje humanizma o sreči, vojni, cerkvi, izobrazbi, politiki kralja in družbenemu redu. Vodilna ideja je navdušenje nad razumom in možnosti, ki jih ima človek. Glavne osebe romana imajo širok duh, so širokogrudni, pametni, znanja željni, ljubijo akcijo, sovražijo verski in politični fanatizem in nenehno želijo iskati resnico. To so v bistvu značilnosti človeka renesanse. Predstava človeka, ki je zvest svoji nravi, ki ostane on sam, brez maske, je utelešena v osebi Pantagruela; te značilnosti danes pojmujemo v francoščini s pojmom pantagruélisme (pantagruelizem). 
Rabelaisovih pet knjig predstavlja eno celoto, ki je sestavljena iz različnih žanrov: parodije antičnih legend, epične pripovedi, scene obžalovanja ali komedij, dialogi, raziskave. Rabelais uporablja sredstvo alegorije, groteske, karikature, smešne igre (bouffonade), vsa tradicionalna srednjeveška sredstva, da bi z njimi objel humanistično bistvo svojega dela. Enotnost pa zagotavlja z iznajdljivim, izjemno bogatim in raznolikim jezikom. Pravzaprav je resnično velik del jezik sam. Druga pomembna značilnost je smeh. Vse je rečeno v smehu in skozi smeh, kar je po Rabelaisu posebnost človeka. .

#### Seznam glavnih »romanov«16. stoletja v Franciji
- Jean Lemaire de Belges : Les Illustrations de Gaule (1510) ;
- Prevod, Diego de San Pedro, prevod : La Prison d’Amour laquelle traite l’amour de Leriano et Laureole  (13 izdaj med 1526–1604) ;
- Prevod, Juan de Flores: Le Judgement d’Amour or Histoire d’Aurelio et d’Isabelle (1530) ;
- François Rabelais : Pantagruel (1532) ;
- Prevod, Boccacio : Elegia di Madonna Fiammetta - Complainte des tristes amours de Fiammette (1532) ;
- François Rabelais : Gargantua (1534) ;
- prevod, Juan de Flores : La Déplourable fin de Flamète (prevedel Maurice Scève, 1535) ;
- prevod, Baldassare Castiglione : Le Courtesan (1535) ;
- Hélisenne de Crenne (Marguerite de Briet) : Les Angoysses douloureuses qui procedent d’amours (1538) ;
- prevod, Diego de San Pedro : Les Amours d’Arnalte et de Lucenda or L’amant mal traicté de s’amye (14 izdaj med 1539–1582) ;
- prevod, Garci Rodríguez de Montalvo : Amadis de Gaule (prvi prevod opravil Nicolas Herberay des Essarts, od leta 1540 naprej ;
- prevod, Jacopo Sannazaro : Arcadia (1544) ;
- prevod, Ariosto : Besneči Roland (traduction en prose, 1544) ;
- François Rabelais : Le tiers livre (1546) ;
- prevod: Songe de Poliphile (avec gravures de Jean Goujon, 1546) ;
- prevod, L’histoire de Palmerin d’Olive  (prevedel Jean Maugin, 1546) ;
- prevod, Heliodorus d'Emèse L’histoire aethiopique (prevedel Jacques Amyot, 1547) ;
- François Rabelais : Le quart livre (1552) ;
- Théodose Valentinian : L’Histoire de l’amant ressuscité par la mort d’amour (delno povzeto od dela Diego de San Pedra, 1555) ;
- prevod, Longus : Les Amours pastorales de Daphnis et de Chloé (prevedel Jacques Amyot, 1559) ;
- François Rabelais (pripisano) : Le cinquième livre (1564) ;
- prevod, Achille Tatius : Les Amours de Clitophon et de Leucippe (prevedel François de Belleforest, 1568) ;
- François de Belleforest : La Pyrénées (ou La Pastorale amoureuse) (1571) ;
- prevod, Jorge de Montemayor : La Diane  (1578) ;
- Nicolas de Montreux : Les Bergeries de Juliette (1585–98) ;
- prevod, Tasso : Jérusalem délivrée(prevod v prozi, 1587) ;
- François Béroalde de Verville : Les Avantures de Floride (1593–1596) ;
- Nicolas de Montreux : Les chastes et delectables Jardins d’Amour (1594) ;
- Nicolas de Montreux : L’Œuvre de la Chasteté (1595-9) ;
- (Anonimno) : La Mariane du Filomene (1596) ;
- (Anonimno) : Les chastes amours d’Helene de Marthe(1597) ;
- Nicolas de Montreux : Les Amours de Cleandre et Domiphille (1597) ;
- François Béroalde de Verville : Le Restablissement de Troye (1597).

### Eseji
Sam naslov esej je prvič in brez da bi imel vzor v francoski književnosti, ustvaril Michel de Montaigne (1533-1592). Njegovo delo Essais (Eseji) je izšel v treh izdajah in vsaka zase je bila inspirirana iz branja starejših del (Querelle des Anciens et des Modernes). Dve stvari zlasti pritegneta pozornost: splošno razmišljanje o človeku in o svetu ter razmišljanje o tem kar on, Montaigne sam, predstavlja kot človek. Način, kako opisuje zadeve brez nelagodja, iskreno, skromno in ponosno hkrati, ostaja enkraten. Izhaja iz samega sebe in želi razmišljati in razsoditi o vseh stvareh, ki naredijo vtis nanj:  življenje, smrt, resnica, laž nekaterih znanosti, možnosti razumevanja sveta, človeške slabosti in vera, prijateljstvo, izobrazba otrok, potovanja, posli, politika. Poučuje umetnost dobrega življenja (art de vivre) z lahkoto in celo z določenim egoizmom, pri tem pa vzame naravo kot svojo vodičko. Njegov humanizem ni poln navdiha kot humanizem Rabelaisa; dvomi v človeško sposobnost in priporoča, da si človek razvije razum, da bi lažje uredil svoje življenje. Kar se pa tiče političnih prepričanj zastopa popolno podreditev po kraljevo oblast.
Literarni kritiki iščejo v zelo bogatem in raznolikem delu Montaignja spoznanja, stoicizem, epikurizem in filozofski skepticizem. Njegova velika zasluga je zlasti v načinu, kako jasno in spretno opisuje prek svojih literarnih oseb človeka v drugi polovici 16. stoletja, poleg tega pa v tem, kako želi najti metodo samo in oseben način dobrega življenja. 

### Pesmi oz. poezija
- Lirične pesmi zavzemajo v književnosti časa izredno visoko, če ne najvišje mesto zahvaljujoč vlogi skupine humanističnih pesnikov, znani pod imenom La Pléiade. Želeli so doseči nivo latinskih avtorjev v francoščini. [5]. Sedem umetnikov je bilo združenih v Plejadi: Pierre de Ronsard, Joachim Du Bellay, Jean Dorat (profesor grščine), Rémy Belleau (ki je leta 1554 zamenjal preminulega  Jeana Bastiera de La Pérusa), Étienne Jodelle, Pontus de Tyard in Jean-Antoine de Baïf.

Leta 1549 je bil objavljen manifest o francoski literaturi Défense et Illustration de la langue française. Z navdihom je zastopal estetične nazore skupine humanistov  Plejade. Ti nazori so novi v primerjavi s srednjim vekom. Obogatili so nacionalni poetični jezik z izposojenkami iz narečij in iz drugih antičnih ali tujih jezikov ter s tvorbo novih besed. Ponašali so se s Querelle des Anciens et des Modernes. Pesnika smatrajo za Stvarnika in pesništvo kot sveto umetnost. Renesančni humanisti Plejade so zagovarjali latinsko poezijo in so jo predstavljali z oponašanjem in z izposojenkami. Prav mimesis, ponašanje in izposojenke so bile v tem času kot sredstvo, kako spraviti na svetlo tajnosti tujih vzorcev, da bi tako ustvarili še veliko lepšo francosko pesništvo.
Vodja skupine je bil nedvomno Pierre de Ronsard (1524-1586). Bil je pesnik na dvoru in visoko priznan že za življenja. Upesnil je štiri oblike: odo, sonet, versko himno in diskurz. Zgodnja dela še zaznamuje oponašanje, mimesis, antičnih in italijanskih pesnikov, vendar zmagujeta njegova domiselnost in senzibilnost, kar ga pripelje do osebne liričnosti. Zvišuje fizično lepoto in moralno odliko nekaterih ženskih oseb, ki so postale znamenite zahvaljujoč njegovim sugestivnim metaforam: Kasandra, Marija, Helena.  Njegove glavne zbirke so: Odes (1550-1552), les Amours de Cassandre (1552), les Amours de Marie (1555), Sonnets pour Hélène (1578). 
Pesnik Joachim Du Bellay (1522-1560), avtor manifesta z naslovom Défense et illustration de la langue française iz leta 1549 je ustvarjal globoko čustveno in resnično oziroma avtentično liriko. Opisuje zlasti uničujočo moč časa, lepoto in slavo nekdanjosti, nostalgijo oziroma ljubezen do svoje dežele in navdušenje nad naravo. Iskrenost je posebna značilnost za njegovi pesniški zbirki les Antiquités de Rome in  les Regrets (1558).
- Angažirano pesništvo ali angažirana poezija nam je manj blizu, vendar ima pomembno vlogo v tistem času. Verska stališča, ki jih izraža sredi bojev v drugi polovici 16. stoletja, pridejo do izraza v »težkih« pesmih, ki so tragične in epične hkrati. Mednje štejemo npr. les Hymnes (1555-1556), Discours sur les misères de ce temps (1562), ali la Franciade (1572, nedokončana), ki so dela pesnika Ronsarda katoliškega pristaša ali pa pesem les Tragiques protestantskega borca Théodore Agrippa d'Aubigné (1552-1630).
- Še drugi manj odmevni pesniki so sodelovali pri tej obnovi francoskega pesniškega izražanja v 16. stoletju. Med pesniki so Clément Marot (1496-1544), ki je prvotno našel svoj navdih v srednjeveški tradiciji, preden je razvil bolj osebno umetnost, kjer povezuje liričnost in vernost. Maurice Scève (1501?-1564?) in  Louise Labé (1524-1566) opevata, vsak po svoje, ljubezenske občutke z veliko senzibilnostjo in dokazujeta, da povsem obvladata pesništvo.

### Gledališče
Če na začetku stoletja še naletimo na nadaljevanje tradicije verskega gledališča srednjega veka, potem zaznamuje drugo polovico 16. stoletja nastanek političnega gledališča, ki je vezano na verske vojne (npr. »Le Gusien« Simona Bélyarda), ki je danes šel v pozabo. Posebno pozornost zasluži žanr, ki se ga pojmuje na malce nespreten način kot »antično tragedijo« (tragédie antique).  .
Literarno obnovo zastopajo avtorji kot Étienne Jodelle, ki je leta 1552 napisal prvo tragedijo v francoščini v aleksandrincih zd naslovom Cléopâtre Captive  ali pa igro Didon se sacrifiant, preden je padel v nemilost oblasti in v revščino. Jodelle je uprizoril tudi prvo komedijo Eugène (1552). Napisana je v verzih, igra pa sledi italijanskim vzorom, liki pa izvirajo iz italijanske farse. 
Robert Garnier (1544-1590) je napisal dela v antičnem slogu: Hippolyte ali Antigone (1580) in zlasti les Juives (1583). Sižeji izvirajo iz biblične antike, vendar sledijo aristotelski estetiki. Iznašel je tudi tragedijo s srečnim izidom, tragi-komedijo z igro Bradamante v letu 1582.
Omeniti je treba še druge avtorje, če tudi so njihova dela šla skoraj povsem v pozabo: Antoine de Montchrestien (1575-1621) ali tudi Alexandre Hardy (1572? - 1632?). Slednji je napisal izredno veliko del, katerih naslovi so značilni za njegov navdih v antiki: Didon, Lucrèce). Navedemo lahko tudi Jeana de Maireta (1604-1684). Ti avtorji ustvarjajo tradicijo, na katero se naslanja mladi Pierre Corneille (1606-1686), čigar prva tragedija Médée je iz leta 1635.

### Spomini
Pisanje o samemu sebi zares nastaja šele v 16. stoletju z nekaterimi stranmi Montaignja, vendar tudi obogati tradicionalno zvrst opisov življenj velikih osebnosti zgodovine. Tako je pisal Blaise de Monluc, poveljnik katoliških vojsk v verskih vojnah, v svojih »Komentarjih« (Commentaires) , ki so bili objavljeni leta 1592 in torej po njegovi smrti, spomine (memoare), ki predstavljajo tako vir zgodovinopisnih informacij kot zanimivo obliko avtobiografije..

### Zgodovinopisje
- Jacques Amyot : škof in prevajalec Vies des hommes illustres (Plutarque, 1559) ;
- Blaise de Monluc : Commentaires (1592, posthumno) ;
- André Thevet : Singularités de la France antarctique (1557) ;
- Étienne Pasquier : Recherches de la France (1560-1621) ;
- Pierre de Bourdeille imenovan Brantôme.

### Besedila z izrazito politično vsebino
Številna satirična, polemična ali analitična besedila so objavljena:
- Monarchomaques : protestanti Philippe Duplessis-Mornay, François Hotman, Théodore de Bèze, in katoliški teolog Jean Boucher ;
- Bonaventure Des Périers : Cymbalum mundi (Carillon du monde, 1537), Les Nouvelles Récréations (1558) ;
- Étienne de La Boétie : Contr'un ali Discours de la servitude volontaire (1549) ;
- Henri Estienne : Apologie pour Hérodote (1566) ;
- Jean Bodin : Les Six Livres de la République (1576) ;
- Satire Ménippée (1593-4) : Pierre le Roy, Nicolas Rapin, Jean Passerat, Gilles Durant de la Bergerie, Florent Chrestien, Pierre Pithou ;
- François Béroalde de Verville : Le Moyen de parvenir (1610-1620).

Protestantska reformacija in verske vojne v Franciji so dali številnim talentom možnost izražanja v obliki angažirane književnosti. Mednje štejemo avtorje kot Michel de L'Hospital, Théodore de Bèze, Pierre de Ronsard, Agrippa d'Aubigné, Johann Fischart, Philippe de Marnix de Sainte-Aldegonde...

## Bilanca
Pesniki in pisatelji 16. stoletja so temeljito obnovili francosko književnost. Ob tem so se sklicevali na antične in italijanske vzore in so hkrati ustvarili iz francoščine resničen in celovit pisni in literarni jezik. S svojimi talenti in s svojo raznolikostjo so ustvarili pomembna dela za njihov čas in hkrati relevantna do danes. Številni literarni žanri so še vedno aktualni.

## Latinščina
Veliko besedil v celi Evropi, je še vedno napisanih v latinščini oziroma v neolatinščini / novolatinščini. 
- Novolatinski pesniki (87)
- Belginski pesniki v latinščini (64)
- Francoski pesniki v latinščini (61)
- Nizozemski pesniki v latinščini  (2)

### Vir
- Pierre Villey, »Les sources d'idées au XVIe.«